# Justice Christopher
Pour les articles homonymes, voir Justice (homonymie).
Justice Christopher est un footballeur nigérian né le 24 décembre 1981 à Jos et mort dans la même ville le 9 mars 2022.

## Biographie

### Carrière en club
En janvier 2004 il effectue un essai au Stade lavallois, auquel le club ne donnera pas suite, pour des raisons administratives.

### Carrière en sélection
Il meurt le 9 mars 2022, dans l'hôtel qu'il possède à Jos au Nigeria.